# Naha
Naha (jap. 那覇市 Naha-shi) – miasto w Japonii, ośrodek administracyjny prefektury Okinawa, w południowej części wyspy Okinawa, należącej do archipelagu Riukiu (Ryūkyū), port handlowy i rybacki nad Morzem Wschodniochińskim. 
Naha (ponad 300 tys. mieszkańców) to stolica i największe miasto prefektury Okinawa. Dzięki portowi i lotnisku pełni funkcję regionalnego węzła komunikacyjnego, oferując bezpośrednie połączenia lotnicze i promowe z innymi częściami Okinawy, Japonii i Azji.
W mieście rozwinął się przemysł włókienniczy, spożywczy oraz ceramiczny.

## Galeria

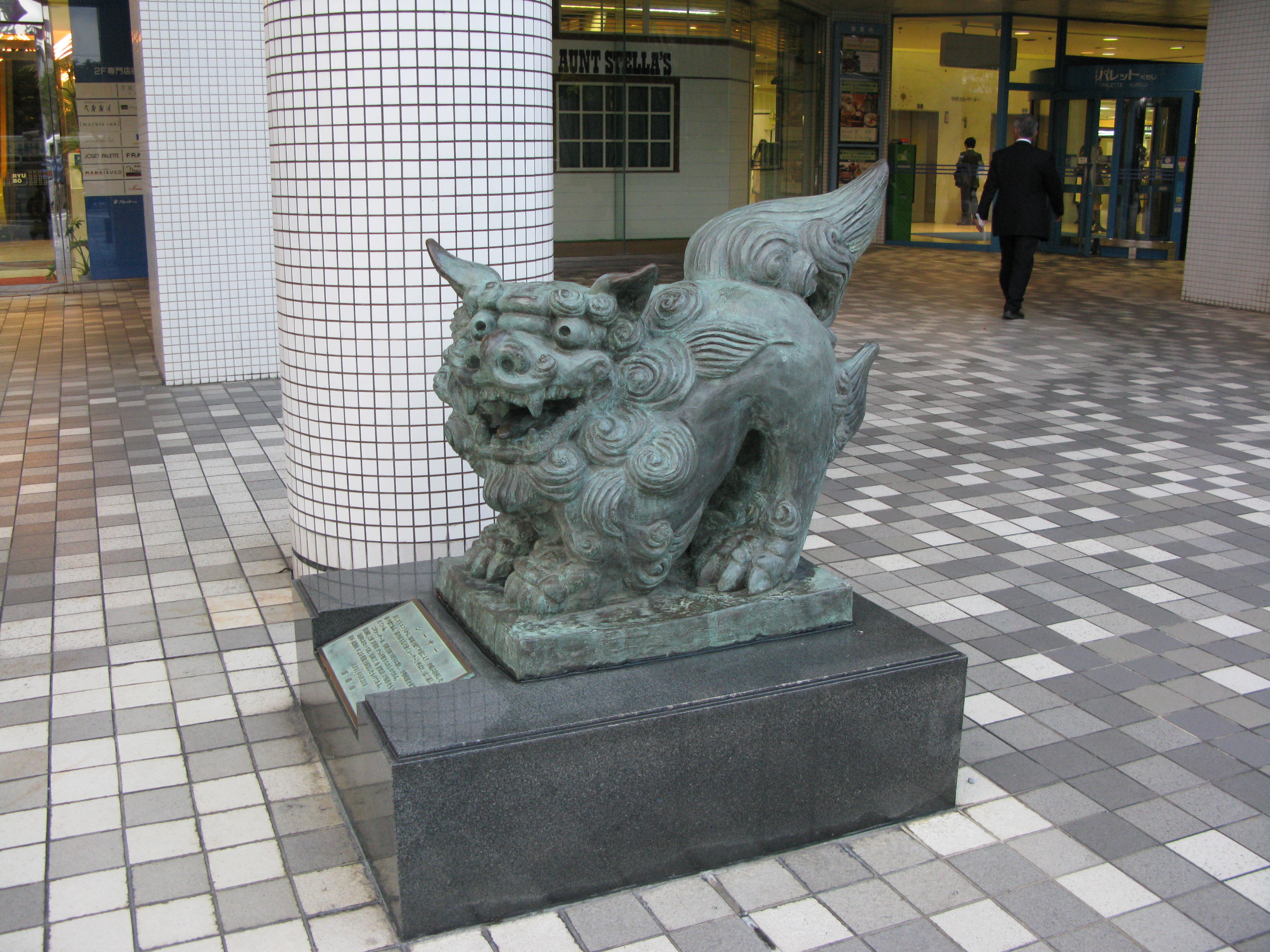
Shīsā (jęz. okinawski: shiisaa), stwór z mitologii okinawskiej, pochodzący od chińskich lwów-strażników
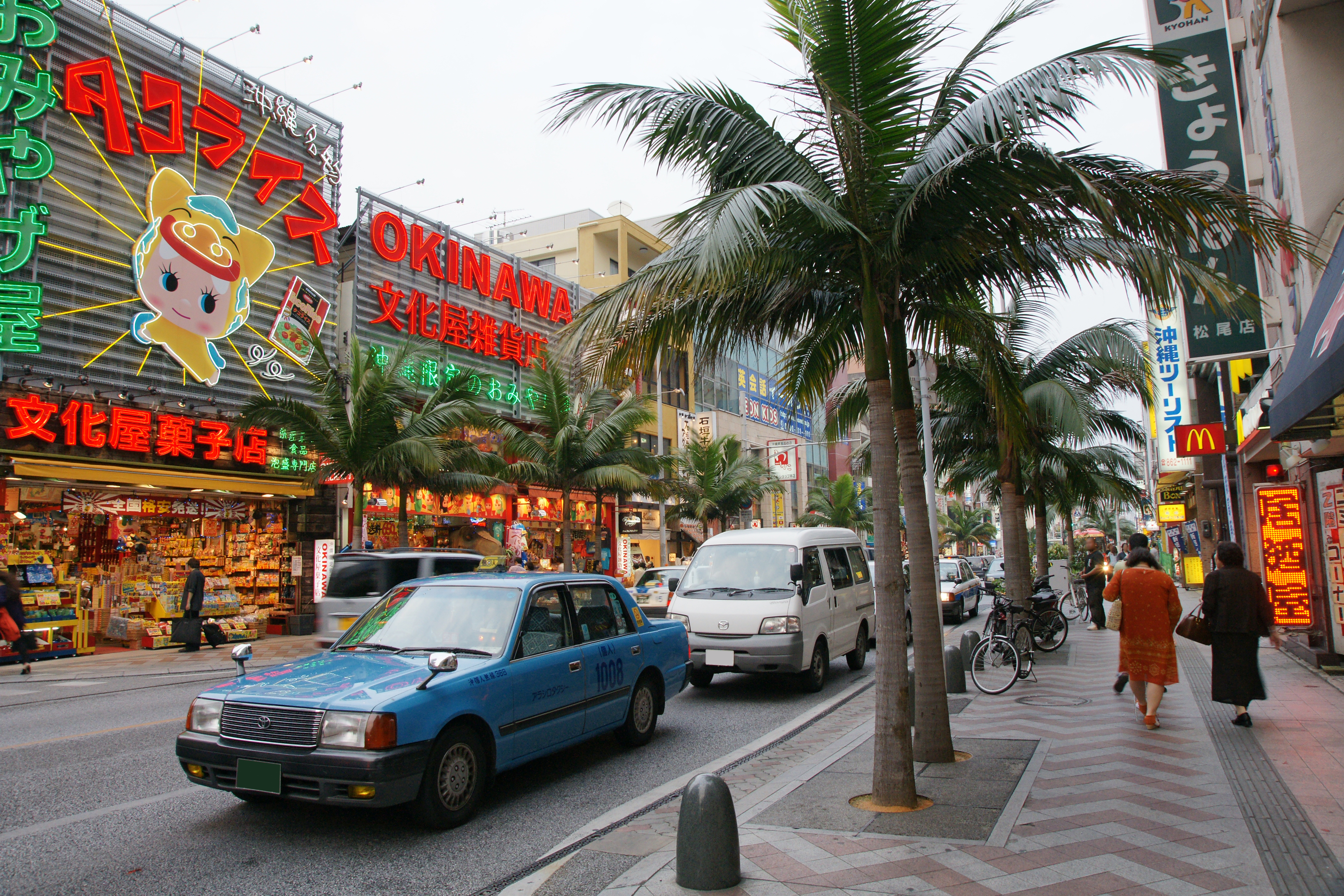
Kokusai-dōri (Aleja Międzynarodowa)
Zamek Shuri
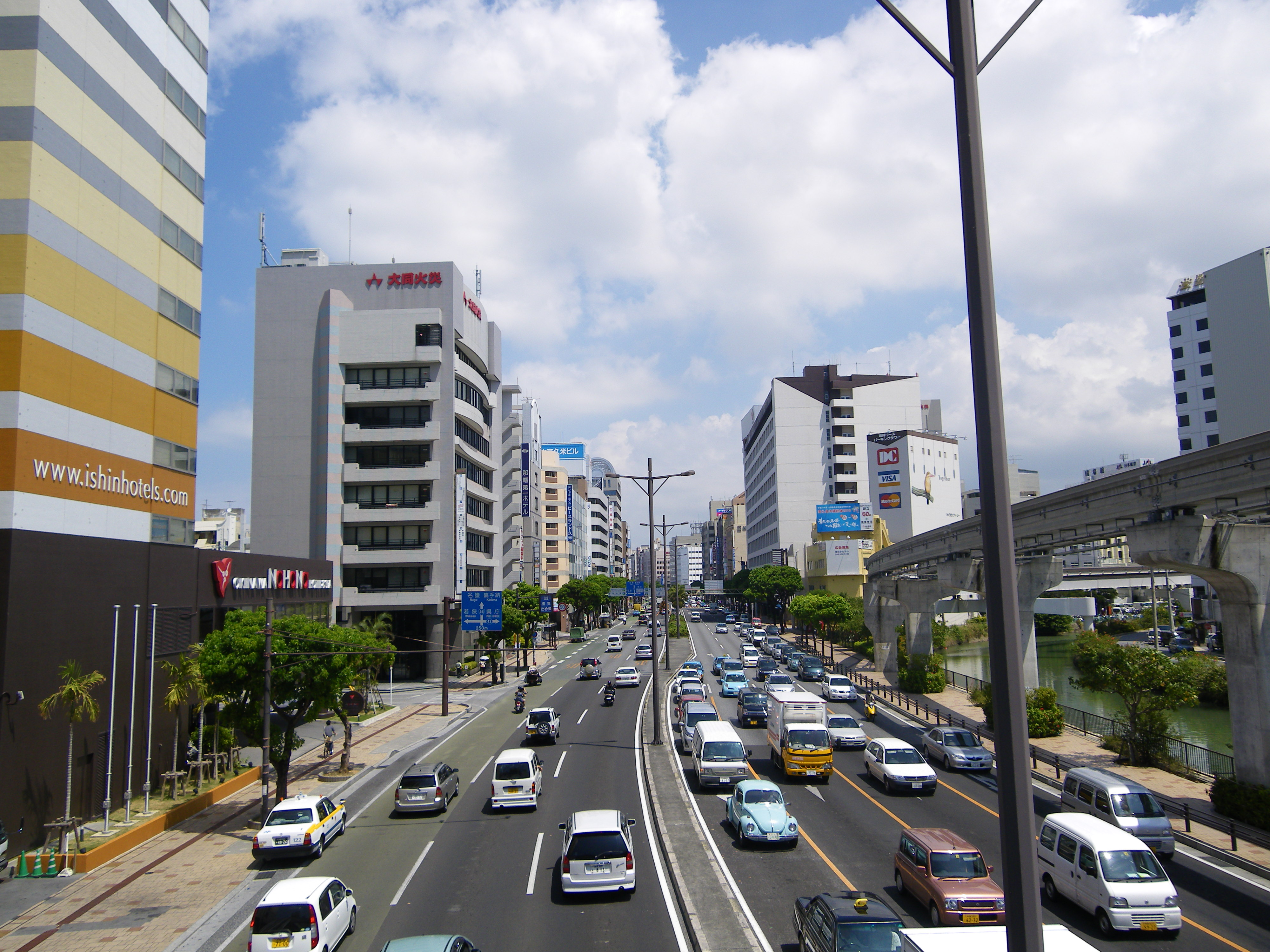
Jedna z głównych ulic miasta

## Miasta partnerskie
- ChRL: Fuzhou
- Stany Zjednoczone: Honolulu, Nichinan
- Brazylia: São Paulo, São Vicente